# Lo Tossal (Conca de Dalt)
Lo Tossal és una muntanya del municipi de Conca de Dalt, a l'antic terme de Toralla i Serradell, en terres limítrofs dels pobles de Toralla i Torallola.
És el punt més alt de la Serra de Ramonic, al sud-est de Toralla i al nord de Torallola, a ponent de la Muntanya de Santa Magdalena.